# Dennis Koslowski
Dennis Koslowski est un lutteur américain spécialiste de la lutte gréco-romaine né le 16 août 1959 à Watertown.

## Biographie
Lors des Jeux olympiques d'été de 1988, il remporte la médaille de bronze en combattant dans la catégorie des -100 kg kg. Lors des Jeux olympiques d'été de 1992, il remporte la médaille d'argent en combattant dans la catégorie des -100 kg kg.